# Paragorgiidae

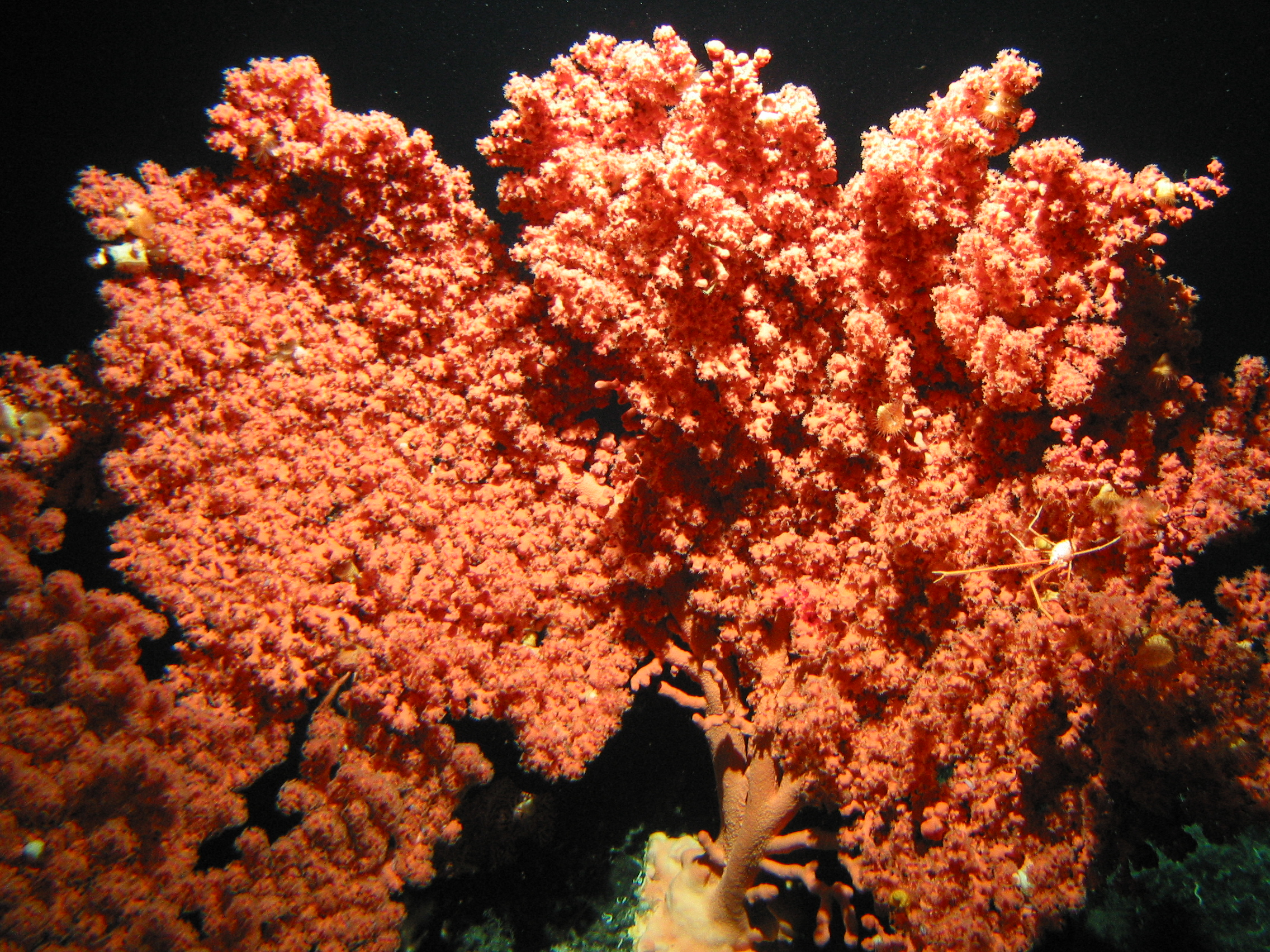
Paragorgia sp a 800 m de profundidad. Golfo de Alaska.

Paragorgiidae es una familia de gorgonias marinas que pertenecen al suborden Scleraxonia, del orden Alcyonacea, dentro de la subclase Octocorallia.
Enmarcados comúnmente entre los corales blandos, ya que carecen de esqueleto cálcico, como los corales duros del orden Scleractinia, por lo que no son corales hermatípicos.
Forman colonias de pólipos, unidos por una masa carnosa común o tejido generado por ellos, llamada cenénquima. Para darle consistencia, al carecer de esqueleto, su tejido contiene espículas de calcita y gorgonina, una sustancia córnea proteínica específica de las gorgonias, que utilizan para construir las estructuras que soportan a la colonia.
La familia comprende 2 géneros y 17 especies de gorgonias.
Se caracterizan por tener pólipos dimórficos y una medula axial (capa de tejido interno) compuesta de escleritos libres sin fusionar.  Análisis filogenéticos sugieren que la familia es monofilética.

## Géneros
Paragorgiidae comprende los siguientes géneros:
- Paragorgia. Milne-Edwards, 1857
- Sibogagorgia. Stiasny, 1937